# Enallagma doubledayi
Enallagma doubledayi är en trollsländeart som först beskrevs av Selys 1850.  Enallagma doubledayi ingår i släktet Enallagma och familjen dammflicksländor. IUCN kategoriserar arten globalt som livskraftig. Inga underarter finns listade i Catalogue of Life.